# Nació Muscogee
|  | Aquest article tracta sobre la tribu federal. Si cerqueu el grup humà, vegeu «ètnia creek». |

La Nació Muscogee és una tribu reconeguda federalment dels muscogee, també coneguda com a Nació Creek, amb seu a l'estat nord-americà d'Oklahoma. Són considerats com una de les històriques cinc tribus civilitzades i es fan dir Este Mvskokvlke. La tribu forma part de la Confederació Creek, un gran grup heterogeni d'amerindis del Sud-est.
La nació muscogee (creek) és la major de les tribus reconegudes federalment muskogi. Les tribus que parlen llengües muskogi són els alibamu, hitchiti i natchez, així com els algonquins shawnee i yuchi (llengua aïllada) estan inscrits en la Nació Muscogee Creek, encara que els dos últims grups eren de diferents famílies lingüístiques.
Altres grups muskogi reconegudes en l'àmbit federal són les ciutats tribals Alabama-Quassarte, Kialegee, i Thlopthlocco d'Oklahoma, la Tribu Coushatta de Louisiana, i la tribu Alabama-Coushatta de Texas.

## Jurisdicció
La Nació Muscogee (Creek) té la seu a Okmulgee. Les tribus índies d'Oklahoma no tenen reserves (llevat una); tenen àrees jurisdiccionals tribals. La Nació Muscogee Nation té jurisdicció sobre els comtats de Creek, Hughes, Okfuskee, Okmulgee, McIntosh, Muskogee, Tulsa, i Wagoner a Oklahoma.

## Govern
El govern de la Nació Muscogee es divideix en les branques executiva, legislativa i judicial.

### Branca executiva

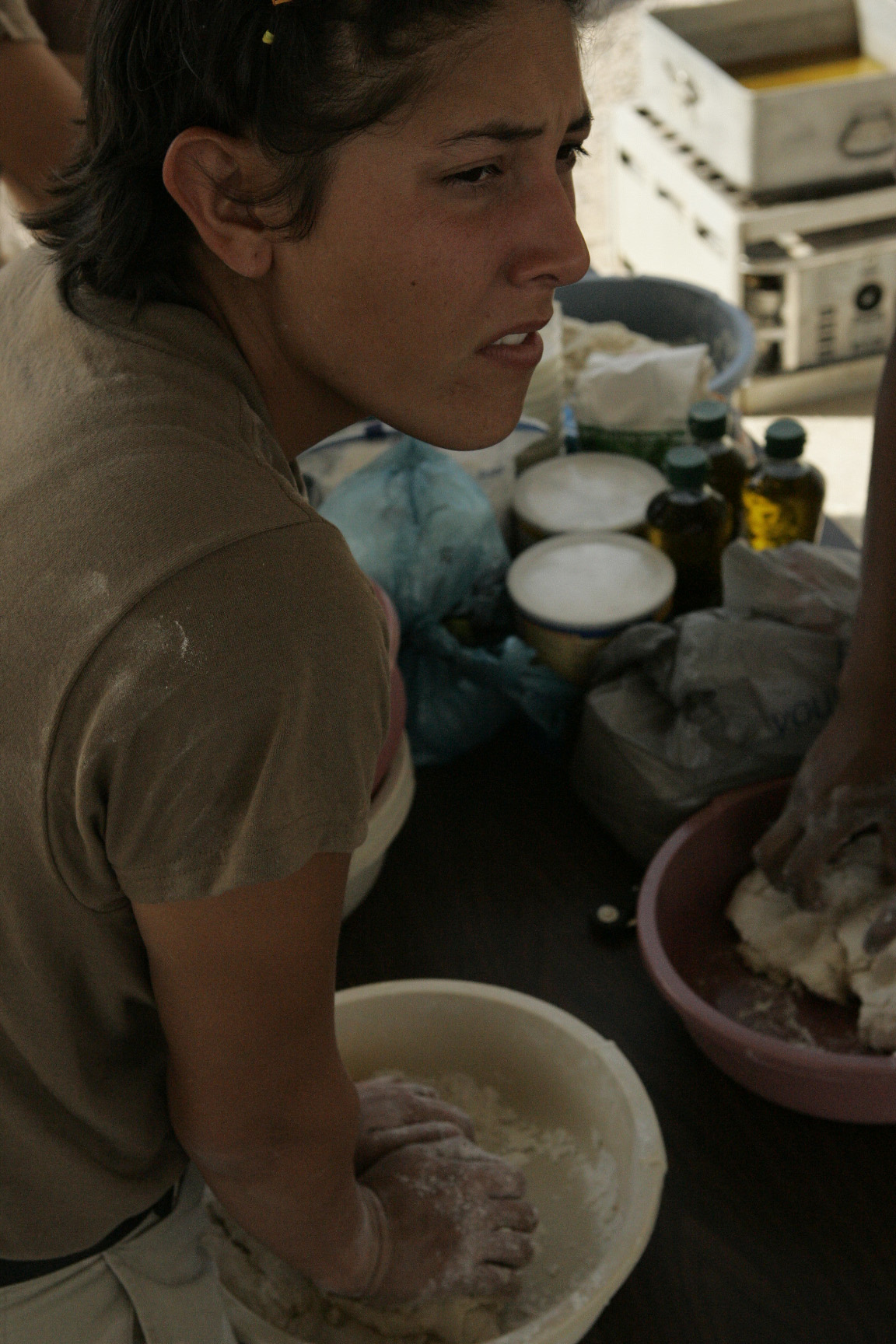
Spc. Stacy R. Mull, membre creek d'Okemah, fa pa fregit al powwows Camp Taqaddum, Iraq, 2004.

El poder executiu està encapçalat per un Cap Principal, Segon Cap, Cap d'Estat Major, Director Executiu i Secretari de la Nació. El Cap Principal i Segon Cap són escollits democràticament cada quatre anys. El cap principal escull llavors el personal. Els actuals membres del Poder Executiu són els següents: 
- George Phillip Tiger, Cap Principal[5]
- Roger Barnett, Segon Cap[5]
- Edwin Marshall, Cap executiu
- Bill Fife, Secretari de la Nació.[6]

### Branca legislativa
El poder legislatiu és el Consell Nacional, format per 18 membres elegits per representar a diferents districtes en l'àrea jurisdiccional tribal. Redacten les lleis de la Nació.

### Branca judicial
La Nació té dos tribunals: el Tribunal de Districte de la Nació Muscogee (Creek) i la Cort Suprema. La Cort Suprema té l'autoritat final sobre les disputes sobre la Constitució i les lleis Creek Muscogee. Els actuals membres de la Cort Suprema de Justícia són les següents:
- President del Tribunal Suprem Kathleen Supernaw
- Vicepresident del Tribunal Suprem Montie Deer
- Jutge Associat Jonodev Chaudhuri
- Jutge Associat Leah Harjo-Ware
- Jutge Associat Andrew Adams III
- Jutge Associat Richard Lerblance[4]

## Membres registrats
En 2013 hi havia 77.061 persones registrades a la Nació Muscogee. D'elles, 55.591 viuen a l'Estat d'Oklahoma. Ser membre de la tribu es basa en la descendència lineal, i ni cal un quàntum de sang mínim.

## Serveis
La Nació opera la seva pròpia divisió d'habitatge i plaques de matriculació de vehicles. Els seus contractes de la Divisió de Salut amb l'Indian Health Service per mantenir l'Hospital Comunitari de la Nació Creek i diverses clíniques de la comunitat, un programa de rehabilitació vocacional, programes de nutrició per als nens i la gent gran, i programes dedicats a la diabetis, prevenció del tabaquisme, i curadors.
La Nació Muscogee és vigilada pel Lighthorse Tribal Police Department, amb 43 treballadors actius. La tribu té el seu propi programa per fer complir els pagaments de manutenció de nens.
La Mvskoke Food Sovereignty Initiative, patrocinada per la Nació, educa i encoratja els membres tribals per fer créixer els seus propis aliments tradicionals per a la salut, la sostenibilitat del medi ambient, el desenvolupament econòmic, i l'intercanvi de coneixement i comunitat entre generacions.
La Nació Muscogee també opera un Departament de Comunicacions que editar un periòdic bimensual, Muscogee Nation News i un programa setmanal de televisió, Native News Today.

## Desenvolupament econòmic

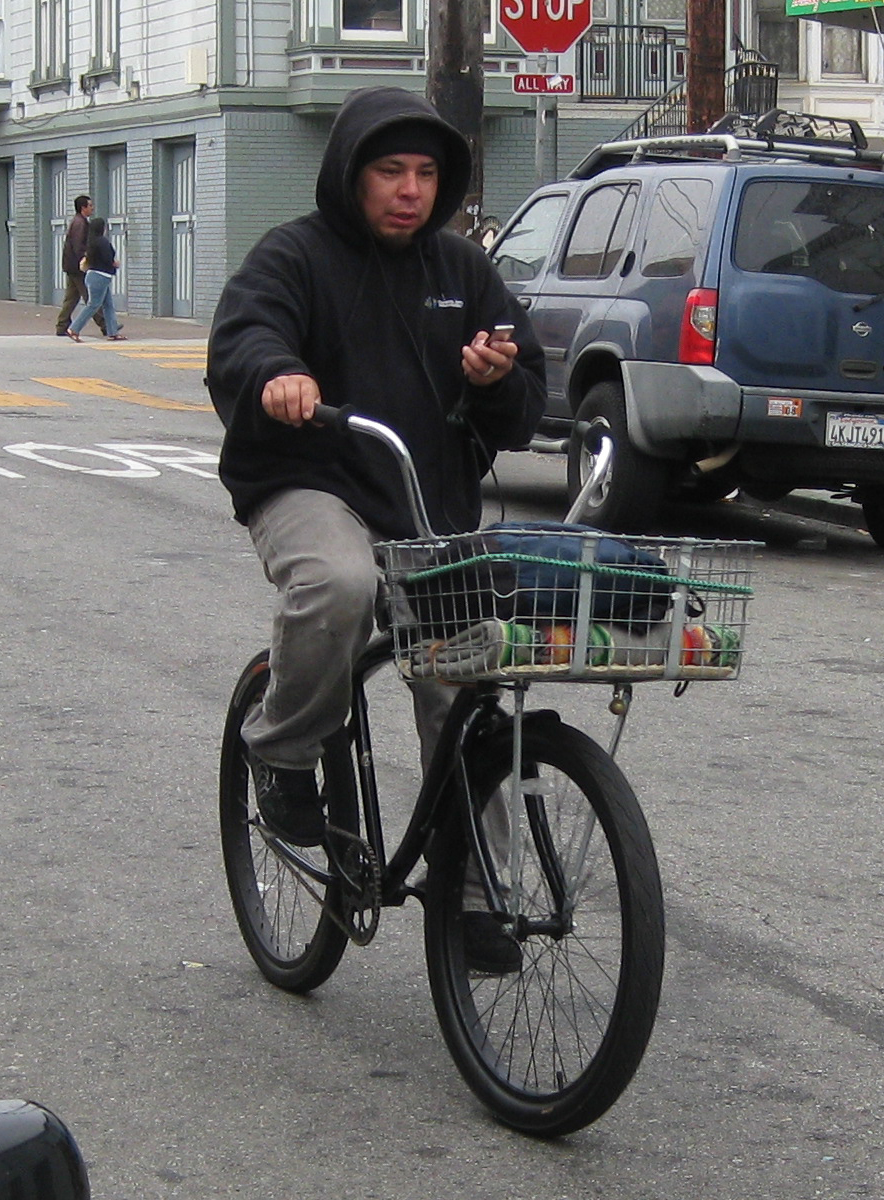
Missatges de bicicleta muscogee creek-navajo, originalment d'Okmulgee, Oklahoma, 2009.

Creek Nation Tribal Trade and Commerce i Creek Nation Business Enterprise supervisen projectes de desenvolupament econòmic per a la tribu. El govern tribal opera un pressupost de 106 milions de dòlars i té uns 2.400 empleats; i manté les instal·lacions i els programes tribals en vuit districtes administratius. La nació opera diverses empreses tribals significatives, incloent-hi la Muscogee Document Imaging Company; places de viatge a Okmulgee, Muskogee i Cromwell, Oklahoma; construcció, tecnologia i dotació de personal; i casinos a Tulsa i Okmulgee.
La Nació Creek compta amb dues parades de camions, 30 tendes de fum tribals, dues sales de bingo, i onze casinos. Els establiments de joc de propietat de la tribu són el Bristow Indian Bingo a Bristow; Checotah Indian Community Bingo a Checotah; Creek Nation Casino Duck Creek a Beggs; Creek Nation Casino Muskogee; Creek Nation Casino Okemah; Creek Nation Casino Okmulgee; Creek Nation Travel Plaza a Okmulgee, Eufaula Indian Community Bingo a Eufaula; Duck Creek Casino a Beggs; i River Spirit Casino a Tulsa.

## Institucions Cíviques
La històrica Antiga Casa del Consell de la Nació (també coneguda com a Capitoli Nacional Creek) va ser construïda el 1878 i situada al centre d'Okmulgee. Va ser totalment restaurada en la dècada de 1990. Ara serveix com a museu de la història de la tribu. La Galeria de Pal Vermell al museu compta amb l'art contemporani per membres tribals.

## Col·legi Tribal
El 2004 la Nació Muscogee fundà un col·legi tribal, Mvskoke Etlvlwv Nakcokv Mvhakv Svhvlwecvt (Col·legi de la Nació Muscogee) a Okmulgee. El CMN és una institució de dos anys, que ofereix títols associats en Serveis tribals, ciències polítiques, jocs i Estudis Amerindis. També ofereix classes d'idioma mvskoke. El 2007 hi havia 137 estudiants matriculats tenia iplans d'expansió.

## Història

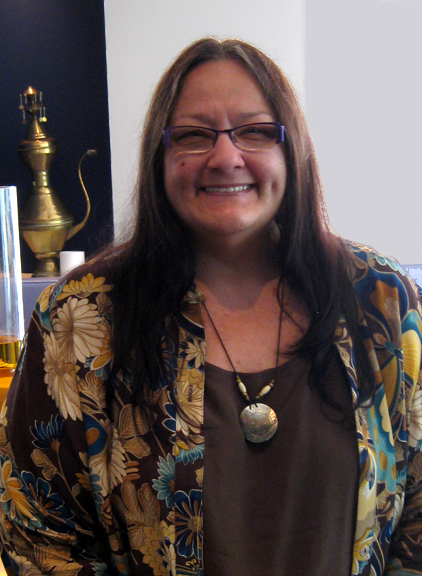
Suzan Shown Harjo, politòloga, activista i poetessa Muscogee-xeiene

La Nació és descendent de l'ètnia creek i llurs esclaus d'ascendència africana que havien estat obligats pel govern dels Estats Units a marxar de les seves llars ancestrals per instal·lar-se al sud-est del Territori Indi en la dècada de 1830. Van signar un altre tractat amb el govern federal en 1856.
Durant la Guerra Civil dels Estats Units la tribu es va aliar amb la Confederació. Hi va haver conflictes entre les forces pro-confederació i pro-Unió en Territori Indi durant la guerra; les forces proconfederades perseguiren les lleialistes que havien cercat refugi a Kansas. Lluitaren a la batalla de Round Mountain, a la batalla de Chusto-Talasah i a la batalla de Chustenahlah, provocant als lleialistes 2.000 morts de les 9.000 persones que havien marxat.
Després de derrotar la Confederació, els Estats Units requeriren nous tractats de pau amb les cinc tribus civilitzades. El Tractat de 1866 exigí als creek abolir l'esclavitud al seu territori i concedir la ciutadania als lliberts creek que van optar per romandre al territori, incloent-hi dret de vot i intercanvi d'anualitats i adjudicacions de terres. Si els lliberts creek marxaven, se'ls concediria la ciutadania nord-americana
Els creek van establir un nou govern el 1866 i va escollir una nova capital a Okmulgee (Oklahoma). En 1867 es van ratificar una nova constitució. Van construir la seva capital en 1867, que van ampliar en 1878. Avui el Capitoli Nacional Creek és un Monument Històric Nacional i alberga el Museu Casa del Consell Creek. La Nació va construir escoles, esglésies i cases públiques durant les últimes dècades pròsperes del segle xix, quan la tribu tenia autonomia i la mínima interferència per part del govern federal.
El canvi de segle va portar el 1898 la Llei Curtis, que va desmantellar els governs tribals en un altre intent d'assimilació; i la Llei Dawes, que va trencar terres tribals per adjudicar les terres comunals a les parcel·les individuals per fomentar l'adopció de l'estil euroamericà d'agricultura de subsistència. En el procés precipitat de registre, la Comissió Dawes registrà els membres tribals en dues categories, distingint entre "creeks per sang" i "lliberts creek," categoria havien de posar qualsevol persona amb ascendència africana visible, independentment de la seva proporció d'ascendència creek. Fins i tot classificaren alguns membres de les mateixes famílies en diferents grups.
Els 1906 la Llei de les Cinc Tribus Civilitzades (26 d'abril 1906) va ser aprovada pel Congrés dels Estats Units a l'espera de l'aprovació d'Oklahoma com a estat en 1907. Durant aquest temps els creek van perdre més de 80100 kilòmetres quadrats a colons no indígenes i al govern dels Estats Units. Més tard, quan van organitzar i van establir els governs en el marc de l'Oklahoma Indian Welfare Act de 1936, algunes viles tribals muscogee van guanyar el reconeixement federal.
La Nació Muscogee (Creek) Nation no es reorganitzà i no va recuperar el reconeixement federal fins al 1970. En 1979 la tribu ratificà una nova constitució que va substituir la constitució de 1866. El cas judicial decisiu de 1976 Harjo v. Kleppe ajudà a posar fi al paternalisme federal dels Estats Units. Es va marcar el començament d'una era de creixent autodeterminació. L'ús de les llistes de Dawes com a base per determinar la pertinença dels descendents, la Nació va inscriure més de 58.000 parcel·listes i els seus descendents.

## Controvèrsia dels lliberts creek
Des de 1981 fins a 2001, els creek tenien normes d'adhesió que permetien als sol·licitants utilitzar una varietat de fonts documentals per establir qualificacions per a ser membre.
El 1979 la Convenció Constitucional de la Nació Muscogee votà per determinar la ciutadania de la Nació per sang, el que significa que els membres han de poder documentar la descendència d'un ancestre que apareix en el registre de la Comissió Dawes en la categoria de "creek per sang". Qualsevol persona que pugui demostrar que és creek per sang pot arribar a ser un ciutadà de la Nació Muscogee (Creek). La majoria utilitza els registres Dawes per a aquest propòsit. Es va establir el registre de 1893 per identificar els ciutadans de la nació en el moment de l'adjudicació de les terres comunals i la dissolució del sistema de reserves i govern tribal. Aquests exclouen els descendents dels lliberts creek, però aquesta decisió ha estat canviada als tribunals pels descendents dels "lliberts creek," encara que van ser registrats en les llistes de Dawes i són sovint documentats en altres registres com que tenen avantpassats amb sang creek. Els lliberts s'havien inclòs en un registre separat, independentment de la seva proporció d'ascendència creek, i no hi havia hagut matrimonis entre els grups ètnics durant anys. Abans del canvi de codi els lliberts creek podien utilitzar els registres existents i la preponderància de l'evidència per establir la classificació per a la ciutadania, i havien de ser ajudats per la Junta de Ciutadania. Els lliberts creek han qüestionat la seva exclusió de la ciutadania amb accions legals pendents de resolució.

## Notables membres de la Nació Muscogee
- Fred Beaver (1911-1980), artista
- Phillip Deere (1929-1985) líder espiritual
- Acee Blue Eagle (1909-1959), actor, artista, escriptor
- Ernest Childers (1918-2005), tinent coronel de l'Exèrcit dels Estats Units, primer natiu americà Medalla d'honor de la Segona Guerra Mundial
- Fred S. Clinton (1874-1955), cirurgià
- William Weatherford (1780-1824), Chief Red Eagle, líder dels Bastons Vermells en la Guerra Creek
- Alexander McGillivray (1750-1793), Hoboi-Hili-Miko, cap creek
- Chitto Harjo (1846-1911), líder de la revolta de Crazy Snake
- Suzan Shown Harjo, activista, poetessa i escriptora
- Eddie Chuculate (1972), periodista i escriptor
- Joy Harjo (1959), poeta i músic
- Joan Hill (1930), pintor
- Isparhecher (1829-1902), activista polític
- Jack Jacobs (1919-1974), jugador de futbol
- William Harjo LoneFight (1966), escriptor i President de Native American Services
- Opothleyahola (1798 - 1863), líder guerrer en les guerres seminoles i la guerra civil.
- Alexander Posey (1873—1908), Poeta i polític
- Pleasant Porter (1840-1907), Principal Cap en 1899-1907
- Will Sampson (1933-1987) actor de cinema, destacà en Algú va volar sobre el niu del cucut
- Johnny Tiger, Jr. (1940), artista
- William McIntosh (1775-1825), Cap creek abans del trasllat a Territori indi
- France Winddance Twine, sociòleg
- Carrie Underwood (1983), cantant country[26][27]